# Miloslava Holubová
Miloslava Holubová (19. února 1913 Skrchov – 3. listopadu 2001 Praha) byla historička umění, vysokoškolská pedagožka, spisovatelka. Od roku 1954 přítelkyně Jana Patočky, signatářka Charty 77.

## Život a dílo
Pochází z rodiny továrníků Jeřábkových, její otec Ing. Bohumír Jeřábek založil roku 1910 první českou továrnu na výrobu práškových barev v budově starého mlýna ze 17. století ve Skrchově. Jejím bratrem je inženýr chemie Miloslav Jeřábek. Po maturitě na klasickém gymnáziu v Brně studovala v letech 1932–1937 na Právnické fakultě a 1945–1950 na Filozofické fakultě Univerzity Karlovy dějiny umění (prof. A. Matějček, J. Květ, J. Cibulka, J. Pešina) a klasickou archeologii (prof. R. Vacková, J. Čadík). Nástup komunistů v roce 1948 přiměl otce k emigraci. V roce 1950 byla továrna znárodněna a začleněna pod národní podnik Spojené továrny na barvy a laky Praha.
V letech 1950–1951 byla osmnáct měsíců vazebně stíhána v akci Státní bezpečnosti proti třicetičlenné skupině „intelektuálů a profesorů“ pro trestné činy velezrady, špionáže a sdružování proti státu. Ve vazbě zřejmě podepsala spolupráci s StB. Její jedenáctiletý syn Martin byl v té době chovancem internátní chlapecké školy v Poděbradech, kde s ním též pobýval i Václav Havel. Miloslava Holubová byla zproštěna obžaloby v plném rozsahu a po propuštění z vazby studia dokončila v letech 1951–1953 a obhájila doktorskou disertaci Dílo Huga Orlika (PhDr., 1953)
V letech 1952–1954 spolupracovala na smlouvu o dílo s Památníkem národního písemnictví, po roce 1955 byla zaměstnána v historicko-archeologickém oddělení Národního muzea v Praze. V letech 1954–1973 přednášela dějiny umění na Vysoké škole uměleckoprůmyslové v Praze a roku 1961 se zde habilitovala (Gottfried Semper a teorie užitého umění, doc., 1961). Byla členkou SČVU.
Její syn Martin vystudoval architekturu a roku 1967 odjel na studijní pobyt do Londýna, kde nakonec kvůli sovětské invazi v srpnu 1968 setrval do roku 1969 (jeho první manželka byla Eva Jiřičná). V roce 1970 emigroval do USA a i z tohoto důvodu byla Miloslava Holubová roku 1973 propuštěna ze zaměstnání. Patřila k prvním signatářům Charty 77.
Zabývala se užitým uměním 20. století a jeho teorií a publikovala články v časopisech Výtvarné umění, Výtvarná práce, Kultura, Tvar, Český časopis historický. Svoji literární tvorbu publikovala již od roku 1958, její eseje a povídky vycházely v 70. letech v samizdatu i v exilovém časopise Listy. Její spisovatelské dílo mohlo vyjít v Československu až po roce 1989. Miloslava Holubová zemřela 3. listopadu 2001 v Praze.

### Odborné publikace (výběr)
- Gobelíny (Valašské meziříčí), Výtvarná práce, 7, 1, 1959/01/31, s. 7
- Ludvika Smrčková, Nakladatelství československých výtvarných umělců, Praha 1961
- Skupina 7 a textilní umění, Výtvarné umění 15, 1965, s. 190–196
- Z deníků Paula Kleea, Tvář, 2, 10, 1965, 14–20 (překlad)
- Art Protis v Praze, Výtvarná práce, 14, 2, 1966/02/03, s. 7
- Minulost keramiky v Bourges, Umění a řemesla 1968, s. 217–221

### Próza
- Život posmrtný, Opus bonum, ve spolupráci s časopisem Svědectví Pavla Tigrida, Mnichov 1986
- Víc než jeden život, Melantrich, Praha 1994
- Necestou cestou, Torst, Praha 1998
- Miloslava Holubová, Alex Zucker, L. Coffin, Zdenka Brodská, More Than One Life, Northwestern University Press, Evanston, Ill., 1999